# Carabobo (metropolitana di Buenos Aires)
Carabobo è una stazione della linea A della metropolitana di Buenos Aires.
Si trova sotto all'avenida Rivadavia, in corrispondenza dell'incrocio con avenida Boyacá e avenida Carabobo, nel barrio Flores.

## Storia
La stazione fu inaugurata il 23 dicembre 2008 come capolinea della linea A. Cessò di essere capolinea il 27 settembre 2013, quando la linea venne ampliata fino alla stazione di San Pedrito.

## Servizi
La stazione dispone di:
- Biglietteria a sportello
- Biglietteria automatica